# Rescalure
Rescalure ist eine Mischung von zwei  chemischen Verbindungen aus der Gruppe der Essigsäureester und ein Insektenpheromon. Die Verbindung wird zur biologischen Bekämpfung der Schildlaus Aonidiella aurantii („Rote Kalifornische Schildlaus“) im Zitrusanbau eingesetzt. Der Trivialname steht für ein Gemisch der (3S,6R)- und (3S,6S)-Diastereomere im Verhältnis 50:50 (±5).

## Stereochemie
Rescalure weist zwei Stereozentren auf, bildet dementsprechend vier Stereoisomere. Verwendet wird ein Diastereomerengemisch, ein Gemisch aus
- (3S,6S)-6-Isopropenyl-3-methyldec-9-en-1-ylacetat und
- (3S,6R)-6-Isopropenyl-3-methyldec-9-en-1-ylacetat.

In dem Gemisch kommen die beiden Diastereomere jeweils mit einem Anteil zwischen 45 % und 55 % vor.
| Diastereomere von Rescalure |
| --------------------------- |
| (3S,6S)-Diastereomer        |
| (3S,6R)-Diastereomer        |

## Zulassungsstatus
2012 hatte die spanische Firma Ecologia y Protección Agrícola Antrag auf Genehmigung des Wirkstoffs gestellt, der im Dezember 2015 zugelassen wurde.
In einigen Staaten der EU sind Pflanzenschutzmittel mit diesem Wirkstoff zugelassen, nicht jedoch in Deutschland, Österreich oder der Schweiz.